# Памятник трубочисту и каменщику
«Трубочист и каменщик» (латыш. Skursteņslauķis un mūrnieks) — скульптурная группа в городе Риге. Установлена в районе Авоты, в сквере на углу улиц Мурниеку и Матиса.
Открыта 26 апреля 2007 года. Поддерживает тенденцию установки небольших памятников, вписанных в городскую среду. В ходе завершённой в 2005 году реконструкции, улице Мурниеку придан внешний вид рижских улиц начала XX века. Заново вымощена булыжная мостовая и смонтированы уличные фонари, стилизованные под старину. Памятник трубочисту и каменщику завершает возникшую композицию.
По словам инициаторов установки памятника, скульптура стала данью уважения латвийским ремесленникам и первым памятником в Латвии, который посвящён ремеслу и профессии
(хотя первым всё же был памятник мелиораторам в Сигулде, установленный в 1969 году).
Авторство принадлежит скульпторам Карлису Иле (скульптура трубочиста) и Гиртсу Бурвису (скульптура каменщика). Прототипами послужили самый известный в городе трубочист, президент ремесленного братства трубочистов Варис Вилцанс и актёр, народный артист СССР Карлис Себрис, изобразивший каменщика.
Памятник изготовлен и установлен на средства банка Rietumu.

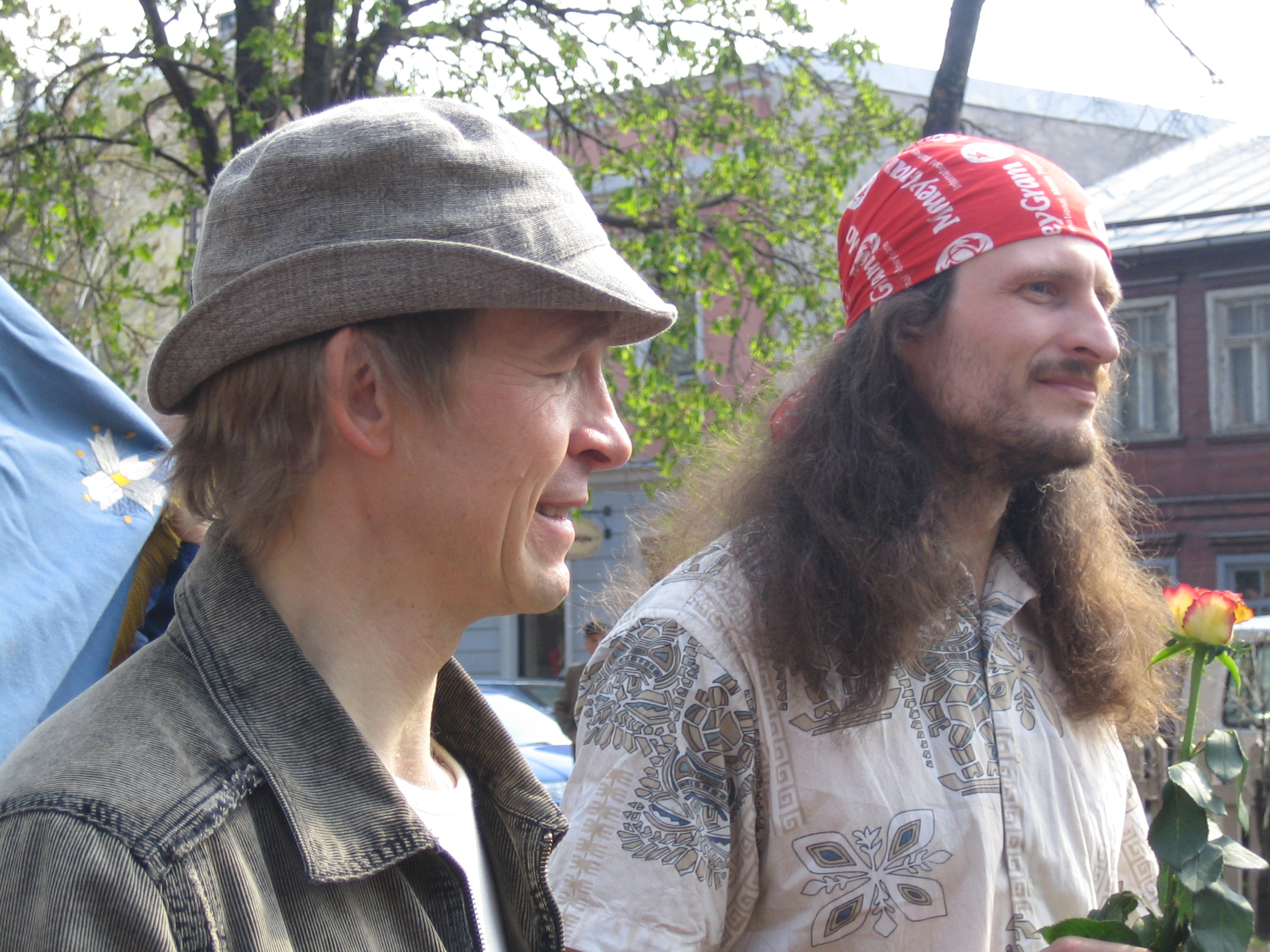
Авторы памятника — Гиртс Бурвис и Карлис Иле
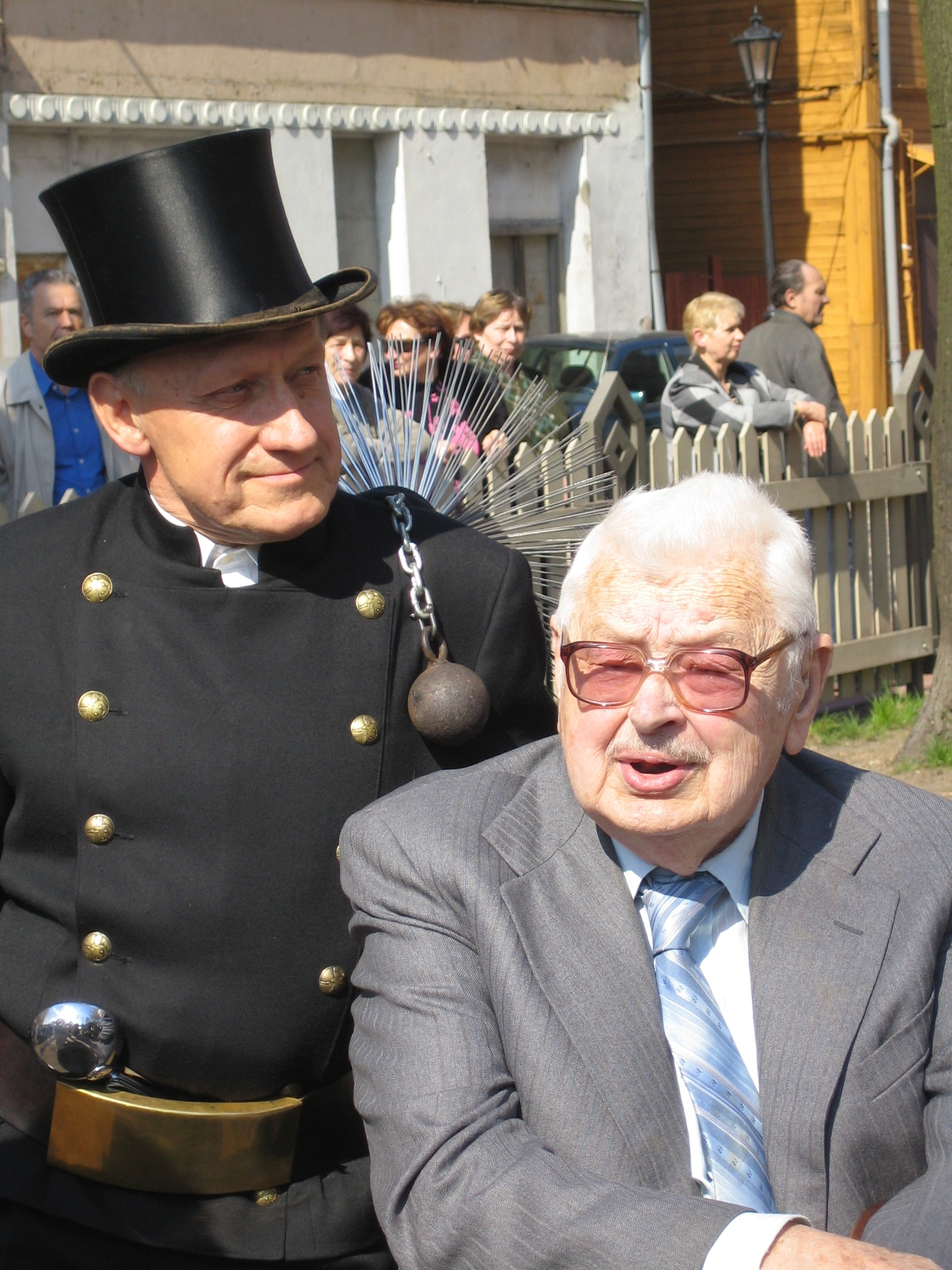
Варис Вилцанс и Карлис Себрис

## Профессии
Исторически сложилось, что профессии трубочиста и каменщика в городе были доступны для латышей. Эти профессии уважаемы, а качество работ всегда было высоким. Благодаря высокой квалификации рижских каменщиков архитекторы могли воплощать любые фантазии в камне.
Рижские дома, обогреваемые печами, требовали регулярного ухода и очистки дымоходов. Этим и занимались трубочисты, до сегодняшнего дня имеющие много работы в Старом городе: очисткой дымоходов занимаются 17 компаний и 7 независимых трубочистов. Встретить трубочиста считается знаком удачи.